# Kasr al-Hayr al-Sharki
Kasr al-Hayr al-Sharki (àrab: قصر الحير الشرقي, Qaṣr al-Ḥayr ax-Xarqī) fou un antic establiment al desert sirià, al peu del jàbal Bixri, a uns 100 km al nord-est de Palmira.
Inicialment un establiment romà conegut com a Adada. Era estació de la ruta entre Homs, Palmira i Mayadin a l'Eufrates, i auxiliar de la ruta d'Alep que passava al nord, entre Rusafa (l'antiga Sergiòpolis, a uns 65 km) i Qasr al-Hayr al-Gharbi, fins a Bagdad i Bàssora, pel coll de Tayyiba (l'Oriza d'Assurbanipal, Urd a l'edat mitjana). Es creu que hi va haver un palau i castell omeia encara que podria ser simplement un caravanserrall. L'establiment fou destruït pels càrmates al segle x.
Les ruïnes foren redescobertes el 1908 per A. Musil i estudiades el 1925, 1928 i 1930. Oleg Grabar hi va fer excavacions el 1964, 1966 i 1969.